# الجدول الزمني لمدينة جدة
فيما يلي الجدول الزمني لتاريخ مدينة جدة بالمملكة العربية السعودية.

## قبل القرن العشرين
- 647 م - عثمان بن عفان، يحول جدة إلى ميناء مما يجعلها ميناء مكة بدلاً من ميناء الشعيبة.
- 703 م - احتلت جدة لفترة قصيرة من قبل قراصنة من مملكة أكسوم.
- 969 م - سيطرة الفاطميون علي جدة.
- 1177 - أصبحت جدة جزءًا من الدولة الأيوبية.
- 1254 - أصبحت المدينة جزءًا من الدولة المملوكية.
- 1517 - حصار المدينة من قبل الدولة العثمانية.
- 1525 - بناء قشلة جدة وإعادة بناء أسوار المدينة مع ستة أبراج مراقبة وستة بوابات للمدينة.
- 1541 - حصار المدينة من قبل البرتغاليين. [1]
- 1804 - حصار المدينة من قبل السعوديين. [2]
- 1811 - سيطرة العثمانيون علي المدينة. [1]
- 1813 - معركة جدة (1813) .
- 1814 - عدد السكان: 15.000 نسمة (تقريبي). [1]
- 1820 - إنشاء مقبرة أوروبية (تاريخ تقريبي). [1]
- 1858 - 15 يونيو: «مذبحة جدة 1858». [1]
- 1881 - بناء بيت نصيف.[3]

## القرن ال 20
- 1910 - عدد السكان: 20,000 نسمة (تقريبي). [4]
- 1916 - سيطرة الهاشميون علي السلطة. [1]
- 1924 - انتقال عاصمة مملكة الحجاز من جدة إلى مكة. [1]
- 1925 - معركة جدة (1925) وسيطرة آل سعود علي السلطة.
- 1927 - تشكيل نادي الاتحاد لكرة القدم.
- 1932 - بناء قصر خزام.
- 1937
  - جريدة المدينة تبدأ النشر.
  - تشكيل النادي الأهلي السعودي الرياضي.
- 1938 - تشكيل نادي أهلي جدة (كرة السلة) .
- 1946 - تأسيس الغرفة التجارية الصناعية بجدة.
- 1947 - تفكيك سور المدينة. [5]
- 1953 - تأسيس البنك التجاري الوطني ومقره جدة.
- 1960 - بدأت صحيفة عكاظ في النشر.[6]
- 1962 - عدد السكان: 147.859 نسمة.[7]
- 1967 - تأسيس جامعة الملك عبد العزيز.[8]
- 1970 - افتتاح ملعب الأمير عبد الله الفيصل.
- 1971 - تأسيس منظمة المؤتمر الإسلامي ومقرها في جدة.[9]
- 1972 - تأسيس وكالة الأنباء الإسلامية الدولية ومقرها جدة.
- 1974 - عدد السكان: 561.104 نسمة.[10]
- 1975
  - تأسيس البنك الإسلامي للتنمية ومقره في جدة.[11]
  - تأسيس مركز أبحاث الحج بجامعة الملك عبد العزيز. 
  - جريدة أخبار العرب تبدأ النشر.[12]
- 1976 -جريدة الجريدة السعودية تبدأ النشر.
- 1977 - تأسيس المدرسة البريطانية الدولية.
- 1981 - بدء تشغيل مطار الملك عبد العزيز الدولي.
- 1983 - تدشين كورنيش جدة. [5]
- 1984 - تأسيس مجموعة دلة البركة التجارية.
- 1985 - تدشين نافورة الملك فهد.
- 1987
  - تأسيس مسجد الجفالي ومسجد الملك سعود، [13] ومركز المحمل.[3]
  - تأسيس مكتبة الملك عبد العزيز العامة [14] واستاد الأمير سلطان بن فهد مفتوحان.
  - عدد السكان: 1.312.000 نسمة. [5]
- 1988 - تأسيس مسجد العزيزية [3] ومسجد بن لادن ومسجد سليمان.[13]
- 1990
  - تشييد منارة جدة.
  - تأسيس جمعية جدة للحفظ التاريخي.[15]
- 1993 - تأسيس شبكة راديو وتلفزيون العرب.
- 1998
  - تأسيس قناة اقرأ مقرها في جدة.  
  - تشكيل نادي اتحاد جدة (كرة السلة) .
- 1999
  - بدء أعمال منتدى جدة الاقتصادي.
  - تأسيس هيئة المساحة الجيولوجية السعودية ومقرها جدة.

## القرن ال 21
- 2003 - تشكيل فريق اتحاد جدة لكرة السلة للسيدات.[16]
- 2005
  - أصبح عادل فقيه أمين مدينة جدة.
  - عدد السكان: 2,800,000 نسمة (تقدير). [1]
  - تدشين الصيرفي ميجا مول.
- 2006
- بداية مهرجان جدة السينمائي.[17]
  - برج تلفزيون جدة
- 2008 - افتتاح مول العرب ومول البحر الأحمر.
- 2009 - 25 نوفمبر: سيول جدة 2005.[18]
- 2010 - أصبح هاني محمد أبوراس أمين مدينة جدة.[19]
- 2011
  - 26 يناير: سيول في جدة.[20]
  - بناء برج طريق الملك.
  - مظاهرات في جدة للسماح للنساء قيادة السيارات.[21]
- 2012 - عدد السكان: 5.112.018 نسمة.

## قائمة المصادر
Published in 18th-19th centuries
- Carsten Niebuhr (1792). "Of the City of Jidda and its Vicinity". Travels through Arabia. ترجمة: Robert Heron. Edinburgh: R. Morison and Son – عبر HathiTrust.
- William Milburn (1813)، "Judda"، Oriental Commerce، London: Black, Parry & Co.، OCLC:6856418
- Johann Ludwig Burckhardt (1829). "(Djidda)". Travels in Arabia. London: H. Colburn.
- James Horsburgh (1852). "Red Sea, East Side: Jiddah". India Directory: Or, Directions for Sailing to and from the East Indies, China, Australia, and the Interjacent Ports of Africa and South America (ط. 6th). London: William H. Allen & Co. – عبر Google Books.
- Richard Burton (1857)، "To Jeddah"، Personal Narrative of a Pilgrimage to el Medinah and Meccah (ط. 2nd)، London: Longman, Brown, Green, Longmans, and Roberts، OCLC:5778233
- Heinrich Freiherrn von Maltzan (1865), "Dschedda", Meine Wallfahrt nach Mekka (بالألمانية), Leipzig: Dyk'sche Buchhandlung, OCLC:72240504

Published in 20th century
- "Jidda"، موسوعة بريتانيكا الحادية عشرة (ط. 11th)، New York، 1910، OCLC:14782424 – عبر أرشيف الإنترنت{{استشهاد}}:  صيانة الاستشهاد: مكان بدون ناشر (link)
- A. Pesce. Jiddah: Portrait of an Arabian City. London, 1974.
- Madge Pendleton (1984)، "Jeddah"، Green Book Guide for Living in Saudi Arabia (ط. 4th)، Washington DC: Middle East Editorial Associates، OL:8342230M
- Abdal-Majeed Ismail Daghistani (1993)، A Case Study in Planning Implementation: Jeddah, Saudi Arabia، University of Newcastle upon Tyne, Global Urban Research Unit
- Tawfiq M. Abu-Ghazzeh (1994). "Built Form and Religion: Underlying Structures of Jeddah Al-Qademah". Traditional Dwellings and Settlements Review. International Association for the Study of Traditional Environments. ج. 5. مؤرشف من الأصل في 2019-08-15 – عبر University of California, Berkeley.
- "Jeddah"، Arab Gulf States، لونلي بلانيت، 1993، OL:8314448M

Published in 21st century
- Clifford Edmund Bosworth، المحرر (2007). "Jeddah". Historic Cities of the Islamic World. Leiden: Koninklijke Brill.
- Gabor Agoston؛ Bruce Alan Masters (2009). "Jeddah". Encyclopedia of the Ottoman Empire. Facts on File. ص. 298. ISBN:978-1-4381-1025-7. مؤرشف من الأصل في 2019-06-26.

## روابط خارجية
- "Jeddah History". Jeddah Municipality. مؤرشف من الأصل في 2016-03-07.
- Paul Salopek (مايو 2013). "Walking Jeddah". Out of Eden Walk. Knight Foundation. مؤرشف من الأصل في 2016-08-07.